# Allsvenskan 2023
De Allsvenskan 2023 was het 99ste seizoen in de hoogste afdeling van het Zweedse voetbal, die werd opgericht in 1924. Het seizoen begon op 1 april en eindigde op zondag 12 november 2023.
Malmö FF kroonde zich tot kampioen van Zweden. Voor de ploeg onder leiding van trainer-coach Henrik Rydström was het de 23ste landstitel in de historie. Malmö stelde de titel veilig tijdens de laatste speelronde. Daarin won het met 1-0 van Elfsborg IF. Door de zege passeerde Malmö Elfsborg op de ranglijst en was de titel een feit.
Degerfors IF en Varbergs BoIS degradeerden rechtstreeks. Hun plekken worden volgend seizoen ingenomen door Västerås SK en GAIS. IF Brommapojkarna strijdt met Utsiktens BK, de nummer drie van de Superettan, om lijfsbehoud.
In de 240 gespeelde wedstrijden in de Allsvenskan werd in totaal 665 keer gescoord, goed voor een gemiddelde van 2,77 doelpunt per wedstrijd. De topscorerstitel ging dit seizoen naar Isaac Thelin van Malmö FF. Hij scoorde zestien keer.

## Teams

### Stadions en locaties
| Team              | Locatie    | Stadion          | Ondergrond | Capaciteit |
| ----------------- | ---------- | ---------------- | ---------- | ---------- |
| AIK               | Solna      | Friends Arena    | Natuurgras | 50.000     |
| BK Häcken         | Göteborg   | Rambergsvallen   | Kunstgras  | 6.500      |
| IF Brommapojkarna | Stockholm  | Grimsta IP       | Kunstgras  | 5.000      |
| Degerfors IF      | Degerfors  | Stora Valla      | Natuurgras | 7.500      |
| Djurgårdens IF    | Stockholm  | Stockholmsarenan | Kunstgras  | 30.000     |
| Halmstads BK      | Halmstad   | Örjans Vall      | Natuurgras | 10.873     |
| Hammarby IF       | Stockholm  | Tele2 Arena      | Kunstgras  | 30.000     |
| IF Elfsborg       | Borås      | Borås Arena      | Kunstgras  | 16.899     |
| IFK Göteborg      | Göteborg   | Gamla Ullevi     | Natuurgras | 18.600     |
| IFK Norrköping    | Norrköping | Nya Parken       | Kunstgras  | 15.734     |
| IFK Värnamo       | Värnamo    | Finnvedsvallen   | Natuurgras | 5.000      |
| IK Sirius FK      | Uppsala    | Studenternas IP  | Kunstgras  | 10.000     |
| Kalmar FF         | Kalmar     | Guldfågeln Arena | Natuurgras | 12.000     |
| Malmö FF          | Malmö      | Eleda Stadion    | Natuurgras | 22.500     |
| Mjällby AIF       | Hällevik   | Strandvallen     | Natuurgras | 6.750      |
| Varbergs BoIS     | Varberg    | Påskbergsvallen  | Natuurgras | 4.500      |

### Personeel en tenue
Alle teams zijn verplicht het logo van competitiesponsor Unibet op hun shirt te dragen. Ook spelen alle teams met het Allsvenskan-logo op de rechtermouw van het shirt.
| Team              | Hoofdtrainer                    | Aanvoerder                | Kledingsponsor | Hoofdsponsor        |
| ----------------- | ------------------------------- | ------------------------- | -------------- | ------------------- |
| AIK               | Henning Berg                    | Alexander Milosevic       | Nike           | Truecaller          |
| BK Häcken         | Per-Mathias Høgmo               | Samuel Gustafson          | Puma           | BRA                 |
| Degerfors IF      | Andreas Holmberg Tobias Solberg | Sebastian Ohlsson         | Umbro          | Meerdere            |
| Djurgårdens IF    | Kim Bergstrand Thomas Lagerlöf  | Magnus Eriksson           | Adidas         | Prioritet Finans    |
| Halmstads BK      | Magnus Haglund                  | Andreas Johansson         | Puma           | Meerdere            |
| Hammarby IF       | Ábel Lõrincz                    | Nahir Besara              | Craft          | Huski Chocolate     |
| IF Brommapojkarna | Andreas Engelmark Olof Mellberg | Gustav Sandberg Magnusson | Nike           | Bauhaus             |
| IF Elfsborg       | Jimmy Thelin                    | Johan Larsson             | Umbro          | Sparbanken Sjuhärad |
| IFK Göteborg      | Jens Bertel Askou               | Marcus Berg               | Craft          | Serneke             |
| IFK Norrköping    | Glen Riddersholm                | Christoffer Nyman         | Adidas         | Holmen              |
| IFK Värnamo       | Kim Hellberg                    | Freddy Winsth             | Puma           | Meerdere            |
| IK Sirius         | Christer Mattiasson             | Daniel Stensson           | Select Sport   | Meerdere            |
| Kalmar FF         | Henrik Jensen                   | Ricardo Friedrich         | Select Sport   | Hjältevadshus       |
| Malmö FF          | Henrik Rydström                 | Anders Christiansen       | Puma           | Volkswagen          |
| Mjällby AIF       | Anders Torstensson              | David Löfquist            | Puma           | Meerdere            |
| Varbergs BoIS     | Martin Skogman                  | Stojan Lukic              | Craft          | Meerdere            |

### Trainerswisselingen
| Team              | Vertrekkende trainer | Reden van vertrek        | Datum van vertrek | Ranglijst     | Nieuwe trainer                  | Datum van aanstelling |
| ----------------- | -------------------- | ------------------------ | ----------------- | ------------- | ------------------------------- | --------------------- |
| Malmö FF          | Åge Hareide          | Einde contract           | 6 november 2022.  | Voorbereiding | Henrik Rydström                 | 17 november 2022      |
| Mjällby AIF       | Andreas Brännström   | Einde contract           | 8 november 2022   | Voorbereiding | Anders Torstensson              | 14 november 2022      |
| AIK               | Henok Goitom         | Einde interim-contract   | 8 november 2022   | Voorbereiding | Andreas Brännström              | 8 november 2022       |
| IK Sirius         | Daniel Bäckström     | Bondscoach Jong Zweden   | 10 november 2022  | Voorbereiding | Christer Mattiasson             | 5 december 2022       |
| Kalmar FF         | Henrik Rydström      | Naar Malmö FF            | 17 november 2022  | Voorbereiding | Henrik Jensen                   | 28 december 2022      |
| IF Brommapojkarna | Christer Mattiasson  | Naar IK Sirius FK        | 5 december 2022   | Voorbereiding | Olof Mellberg Andreas Engelmark | 5 december 2022       |
| IFK Göteborg      | Mikael Stahre        | Ontslagen                | 8 maart 2023      | Voorbereiding | Jens Berthel Askou              | 7 juni 2023           |
| Varbergs BoIS     | Joakim Persson       | Naar AC Horsens          | 28 juni 2023      | 16de          | Martin Skogman (interim)        | 29 juni 2023          |
| AIK               | Andreas Brännström   | Ontslagen                | 2 juli 2023       | 14de          | Henning Berg                    | 2 juli 2023           |
| Hammarby IF       | Martí Cifuentes      | Naar Queens Park Rangers | 30 oktober 2023   | 6de           | Ábel Lõrincz                    | 31 oktober 2023       |

## Eindstand
| №  | Club           | WG | W  | G  | V  | DV | DT | +/– | Punten |
| -- | -------------- | -- | -- | -- | -- | -- | -- | --- | ------ |
| 1  | Malmö FF       | 30 | 20 | 4  | 6  | 62 | 27 | +35 | 64     |
| 2  | IF Elfsborg    | 30 | 20 | 4  | 6  | 59 | 26 | +33 | 64     |
| 3  | BK Häcken      | 30 | 18 | 3  | 9  | 69 | 39 | +30 | 57     |
| 4  | Djurgården     | 30 | 15 | 5  | 10 | 41 | 36 | +5  | 50     |
| 5  | IFK Värnamo    | 30 | 14 | 3  | 13 | 37 | 34 | +3  | 45     |
| 6  | Kalmar FF      | 30 | 13 | 6  | 11 | 35 | 40 | –5  | 45     |
| 7  | Hammarby IF    | 30 | 11 | 11 | 8  | 41 | 39 | +2  | 44     |
| 8  | IK Sirius FK   | 30 | 12 | 6  | 12 | 51 | 44 | +7  | 42     |
| 9  | IFK Norrköping | 30 | 12 | 5  | 13 | 45 | 45 | 0   | 41     |
| 10 | Mjällby AIF    | 30 | 12 | 5  | 13 | 32 | 34 | –2  | 41     |
| 11 | AIK            | 30 | 9  | 9  | 12 | 34 | 38 | –4  | 36     |
| 12 | Halmstads BK   | 30 | 9  | 9  | 12 | 30 | 44 | –14 | 36     |
| 13 | IFK Göteborg   | 30 | 8  | 10 | 12 | 33 | 37 | –3  | 34     |
| 14 | Brommapojkarna | 30 | 10 | 3  | 17 | 40 | 53 | –13 | 33     |
| 15 | Degerfors IF   | 30 | 7  | 5  | 18 | 30 | 62 | –32 | 26     |
| 16 | Varbergs BoIS  | 30 | 3  | 6  | 21 | 26 | 67 | –41 | 15     |

- Landskampioen Malmö FF plaatst zich voor de UEFA Champions League 2023/24  (eerste kwalificatieronde).
- IF Elfsborg en BK Häcken plaatsen zich voor de tweede kwalificatieronde van de UEFA Europa Conference League 2023/24.
- Degerfors IF en Varbergs BoIS degraderen rechtstreeks naar de Superettan.
- Västerås SK en GAIS promoveren naar de Allsvenskan.
- IF Brommapojkarna speelt play-offs om promotie/degradatie tegen Utsiktens BK, de nummer drie uit de Superettan.

### Play-offs

#### Promotie/degradatie
|                       |              |  |                   |                         |
| 24 november 19:00 uur | Utsiktens BK |  | IF Brommapojkarna | Bravida Arena, Göteborg |
| 24 november 19:00 uur |              |  |                   | Bravida Arena, Göteborg |

|                       |                   |  |              |                       |
| 27 november 19.00 uur | IF Brommapojkarna |  | Utsiktens BK | Grimsta IP, Stockholm |
| 27 november 19.00 uur |                   |  |              | Grimsta IP, Stockholm |

## Statistieken

### Topscorers
- In onderstaand overzicht zijn alleen de spelers opgenomen met tien of meer treffers achter hun naam.

| № | Speler               | Club         | Goals | Pen. | Duels | Gem  |
| - | -------------------- | ------------ | ----- | ---- | ----- | ---- |
| 1 | Isaac Thelin         | Malmö FF     | 16    | 4    | 28    | 0,57 |
| 2 | Bénie Traore         | BK Häcken    | 12    | 4    | 14    | 0,86 |
| 3 | Gustav Engvall       | IFK Värnamo  | 11    | 0    | 26    | 0,42 |
| 4 | Jeppe Møldrup Okkels | IF Elfsborg  | 11    | 2    | 30    | 0,37 |
| 5 | Sebastian Nanasi     | Malmö FF     | 11    | 1    | 29    | 0,38 |
| 6 | Viktor Dukanovic     | Hammarby IF  | 11    | 0    | 25    | 0,44 |
| 7 | Joakim Persson       | IK Sirius FK | 10    | 0    | 26    | 0,38 |
| 8 | Wessam Abou Ali      | IK Sirius FK | 10    | 0    | 16    | 0,63 |

### Assists
- In onderstaand overzicht zijn alleen de spelers opgenomen met acht of meer assists achter hun naam.

| № | Speler                    | Club                | Assists | Duels | Gem  |
| - | ------------------------- | ------------------- | ------- | ----- | ---- |
| 1 | Mikkel Rygaard Jensen     | BK Häcken           | 13      | 29    | 0,45 |
| 2 | Nahir Besara              | Hammarby IF         | 12      | 29    | 0,41 |
| 3 | Tashreeq Matthews         | IK Sirius FK        | 10      | 30    | 0,33 |
| 4 | Oscar Johansson Schellhas | IFK Värnamo         | 9       | 30    | 0,30 |
| 5 | Oliver Berg               | Djurgården Malmö FF | 8       | 25    | 0,32 |
| 6 | Samuel Gustafson          | BK Häcken           | 8       | 29    | 0,28 |
| 7 | Simon Skrabb              | Kalmar FF           | 8       | 30    | 0,27 |

### Meeste speelminuten
| Naam                    | Club              | Duels | Min.  | Werd in het veld gebracht | Werd van het veld gehaald |
| ----------------------- | ----------------- | ----- | ----- | ------------------------- | ------------------------- |
| Piotr Johansson         | Djurgården        | 30    | 2.700 | 0                         | 0                         |
| Alexander Jensen        | IF Brommapojkarna | 30    | 2.700 | 0                         | 0                         |
| Oscar Jansson           | IFK Norrköping    | 30    | 2.700 | 0                         | 0                         |
| Davíð Kristján Ólafsson | Kalmar FF         | 30    | 2.700 | 0                         | 0                         |
| Peter Abrahamsson       | BK Häcken         | 30    | 2.700 | 0                         | 0                         |
| Kristoffer Nordfeldt    | AIK               | 30    | 2.700 | 0                         | 0                         |

### Scheidsrechters
| Naam                | Duels | Kreeg geel | Weggestuurd | Strafschoppen |
| ------------------- | ----- | ---------- | ----------- | ------------- |
| Mohammed Al-Hakim   | 26    | 82         | 3           | 5             |
| Frederik Klitte     | 26    | 85         | 2           | 9             |
| Joakim Östling      | 25    | 103        | 6           | 4             |
| Adam Ladebäck       | 24    | 72         | 1           | 3             |
| Granit Maqedonci    | 24    | 70         | 4           | 5             |
| Victor Wolf         | 23    | 80         | 2           | 5             |
| Kristoffer Karlsson | 22    | 82         | 2           | 4             |
| Glenn Nyberg        | 18    | 70         | 2           | 6             |
| Andreas Ekberg      | 13    | 23         | 3           | 2             |
| Oscar Johnson       | 11    | 46         | 2           | 4             |
| Adi Aganovic        | 9     | 34         | 0           | 2             |
| Richard Sundell     | 9     | 26         | 0           | 2             |
| Kaspar Sjöberg      | 7     | 16         | 1           | 2             |
| Magnus Lindgren     | 2     | 8          | 0           | 1             |
| Tess Olofsson       | 1     | 3          | 0           | 0             |
| Totaal              | 240   | 800        | 28          | 54            |

### Nederlanders
Onderstaande Nederlandse voetballers kwamen in het seizoen 2023 uit in de Allsvenskan.
| Naam            | Club         | Duels | Goals |
| --------------- | ------------ | ----- | ----- |
| Shaquille Pinas | Hammarby IF  | 24    | 0     |
| Joeri de Kamps  | IK Sirius FK | 13    | 0     |

## Kampioensteam Malmö FF
Bijgaand een overzicht van de spelers van Malmö FF, die in het seizoen 2023 onder leiding van trainer-coach Henrik Rydstrom voor de 23ste keer de titel opeisten in de hoogste afdeling van het Zweedse voetbal.
| Naam                      | Wedstrijden | Doelpunten | Assist | Gele kaart | Rode kaart |        |
| Keeper                    | Keeper      | Keeper     | Keeper | Keeper     | Keeper     | Keeper |
| ------------------------- | ----------- | ---------- | ------ | ---------- | ---------- | ------ |
| Johan Dahlin              | 29          | 0          | 1      | 0          | 0          |        |
| Ismael Diawara            | 1           | 0          | 0      | 0          | 0          |        |
| Verdedigers               |             |            |        |            |            |        |
| Busanello                 | 26          | 1          | 6      | 8          | 0          |        |
| Derek Cornelius           | 25          | 3          | 0      | 4          | 0          |        |
| Martin Olsson             | 20          | 1          | 1      | 2          | 0          |        |
| Joseph Ceesay             | 19          | 0          | 1      | 1          | 0          |        |
| Lasse Nielsen             | 17          | 0          | 0      | 2          | 0          |        |
| Pontus Jansson            | 15          | 1          | 0      | 3          | 0          |        |
| Niklas Moisander          | 10          | 0          | 0      | 0          | 0          |        |
| Anton Tinnerholm          | 4           | 0          | 0      | 1          | 0          |        |
| Samuel Kotto              | 1           | 0          | 0      | 0          | 0          |        |
| Elison Makolli            | 1           | 0          | 0      | 0          | 0          |        |
| Middenvelders             |             |            |        |            |            |        |
| Sergio Peña               | 29          | 1          | 3      | 6          | 0          |        |
| Sabastian Nanasi          | 29          | 11         | 7      | 0          | 0          |        |
| Oscar Lewicki             | 23          | 0          | 0      | 3          | 0          |        |
| Lasse Berg Johnsen        | 13          | 0          | 2      | 1          | 0          |        |
| Otto Rosengren            | 12          | 2          | 1      | 3          | 0          |        |
| Hugo Larsson              | 12          | 2          | 1      | 2          | 0          |        |
| Anders Christiansen       | 8           | 1          | 1      | 2          | 0          |        |
| Moustafa Zeidan           | 8           | 0          | 1      | 0          | 0          |        |
| Oliver Berg               | 6           | 2          | 3      | 0          | 0          |        |
| Adrian Skogmar            | 5           | 0          | 0      | 0          | 0          |        |
| Mahamé Siby               | 1           | 0          | 0      | 0          | 0          |        |
| Aanvallers                |             |            |        |            |            |        |
| Taha Ali                  | 30          | 6          | 7      | 0          | 0          |        |
| Isaac Thelin              | 28          | 16         | 1      | 2          | 0          |        |
| Sören Rieks               | 28          | 3          | 5      | 6          | 0          |        |
| Stefano Holmquist Vecchia | 23          | 8          | 3      | 1          | 0          |        |
| Sebastian Jörgensen       | 16          | 1          | 2      | 0          | 0          |        |
| Patriot Sejdiu            | 10          | 1          | 1      | 0          | 0          |        |
| Daníel Gudjohnsen         | 1           | 0          | 0      | 0          | 0          |        |